# Thysanote appendiculata
Thysanote appendiculata is een eenoogkreeftjessoort uit de familie van de Lernaeopodidae. De wetenschappelijke naam van de soort is voor het eerst geldig gepubliceerd in 1861 door Steenstrup & Lütken.